# Лешанов, Иван Петрович
Иван Петрович Лешанов (1920—1976) — младший лейтенант Советской Армии, участник Великой Отечественной войны, Герой Советского Союза (1944).

## Биография
Родился 29 июня 1920 года в деревне Сабельская (ныне — Брейтовский район Ярославской области). Окончил неполную среднюю школу и школу фабрично-заводского ученичества, после чего работал судомонтажником в судоремонтных мастерских.
В октябре 1940 года был призван на службу в Рабоче-крестьянскую Красную Армию. С июня 1941 года — на фронтах Великой Отечественной войны.
К сентябрю 1943 года красноармеец Иван Лешанов был наводчиком орудия 465-го стрелкового полка 167-й стрелковой дивизии 38-й армии Воронежского фронта. Отличился во время битвы за Днепр. В ночь с 29 на 30 сентября 1943 года в составе расчёта прикрывал переправу советских частей через Днепр в районе Вышгорода, лично уничтожил 3 огневые точки, 1 батарею миномётов, 1 артиллерийское орудие. 12-13 октября 1943 года, участвуя в боях на Лютежском плацдарме, отразил ряд немецких контратак, уничтожив 4 пулемёта, 2 артиллерийских орудия, около 35 солдат и офицеров противника.
Указом Президиума Верховного Совета СССР «О присвоении звания Героя Советского Союза офицерскому и сержантскому составу артиллерии Красной Армии» от 9 февраля 1944 года за «образцовое выполнение боевых заданий командования на фронте борьбы с немецкими захватчиками и проявленные при этом отвагу и геройство» был удостоен высокого звания Героя Советского Союза с вручением ордена Ленина и медали «Золотая Звезда» за номером 4228.
В 1945 году окончил курсы младших лейтенантов. В 1946 году он был уволен в запас. Проживал и работал в Черновицкой и Запорожской областях, в Крыму, на Урале.
В 1954 году окончил училище механизации сельского хозяйства. С 1959 года жил в деревне Подгорная Усть-Вымского района Коми АССР, работал заготовителем в сельпо. Умер 10 января 1976 года, похоронен в селе Гам того же района.
Был также награждён орденами Отечественной войны 2-й степени и Красной Звезды, рядом медалей.